# Eta de l'Àguila
Eta de l'Àguila (η Aquilae) és una estrella de la constel·lació de l'Àguila. És també part de la constel·lació antiga Antinous. Aquesta estrella també porta el nom hebreu, poc usat, de Bezek o Bazak, que significa «llamp». És una cefeida variable que varia de la magnitud aparent 3,6 a la de 4,4, amb un període de 7,176641 dies. Amb Delta de Cefeu, Zeta dels Bessons i Beta de l'Orada, és una de les cefeides més notables que es poden veure a ull nu; això és, totes aquestes estrelles i la variació del seu esclat pot ser distingit per l'ull nu. Algunes altres cefeides com l'Estrela polar són brillants però només tenen una petita variació del seu resplendor. És a uns 1.200 anys llum de la Terra. És una supergeganta groga-blanca, i és unes 3.000 vegades més lluminosa que el Sol, amb un diàmetre d'unes 60 vegades el Sol.